# 小尾甕鰩
小尾甕鰩（學名：Okamejei leptoura），為軟骨魚綱鰩目鰩科鯆魮屬的一種，分布於東印度洋澳洲西部外海海域，深度202至735公尺，本魚盤面狹窄，頂端有稜角，寬度為體長的60–64%，約為長度的1.2倍，尾細長，中部寬度為高度的1.2–1.6倍，第一背鰭起點的寬度為高度的1.3–1.8倍，上顎前長為體長的12–14%，頭腹長為體長26–27％，吻長為眶間寬的3.1-3.7 倍，眶徑為眶間寬度的63–87％，第一背鰭高為基長的2.3-3.9倍，第一背鰭起點至尾尖的距離為第一背鰭基長的3.4-4.3倍，尾鰭長的2.7-3.1倍，腹鰭中等，成年雄魚後葉長度約為體長的16–18％，雄魚盤兩面前緣具細齒帶，雌魚及幼魚無背齒帶，頸棘缺失，顴骨刺斑小，尾部有發育不均的刺列，雄魚有1-3列，但發育不良，大型雌魚通常有5列，上顎齒列30-39列；背部主要為淡黃色，腹面蒼白、白色或半透明，腹側感覺孔邊緣不暗或被灰色斑點包圍，幼魚背鰭黑色，尾鰭白色，體長可達48.6公分，棲息在大陸坡海域，為底棲性魚類，肉食性，卵生，生活習性不明。